# هاون

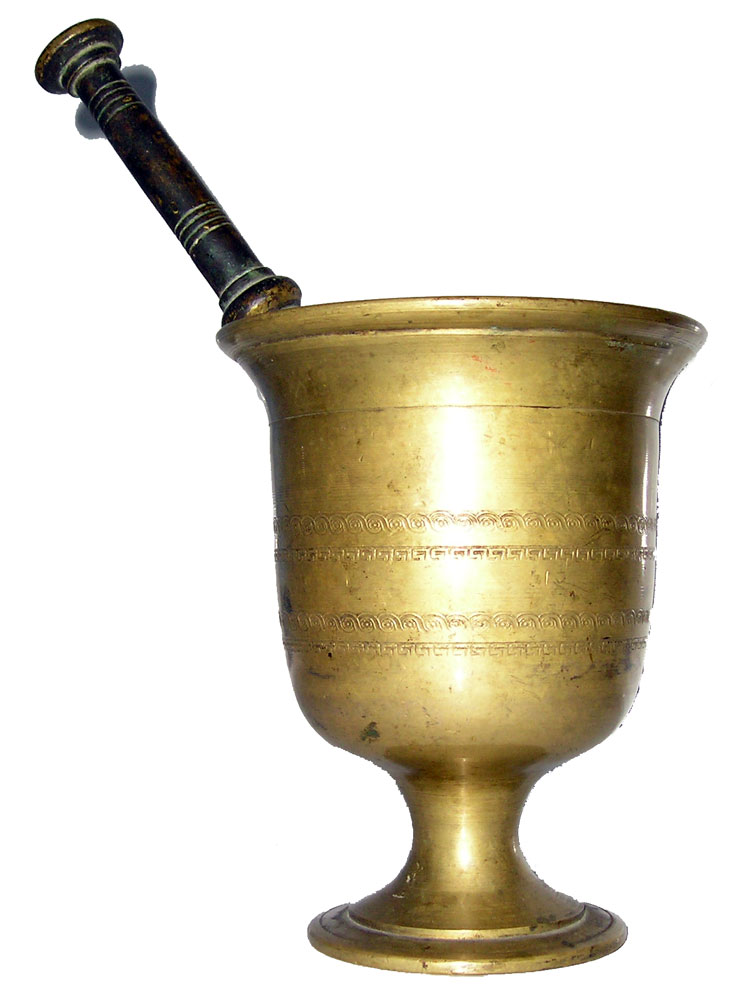
یک هاون

هاوَن یا هَوَنگ ، ناوَن یا جوغَن به گودی حفر شده در دل چوب یا سنگ یا ظرفی سنگی یا فلزی (غالباً برنجی) گفته می شود که در آن ادویه و تخم‌های گیاهان و غیره را با دسته‌ای می‌کوبند و یا می‌سایند.

## ریشه‌شناسی
هاو به معنی فشردن است و پسوند َن در پایان این واژه همان است که در پایان واژگان سوزن، نهنبن، انجمن، روزن، میهن، پرویزن، چمن و واژگان نوساخته تاون و پوشن نیز دیده می‌شود و پسوندی است که با آن اسم و به ویژه اسم ابزار می‌سازند، در زبان کوردی به آن «هاون دسه ون» گفته میشود که به معنی «هاون و دسته آن» است.

## نگارخانه

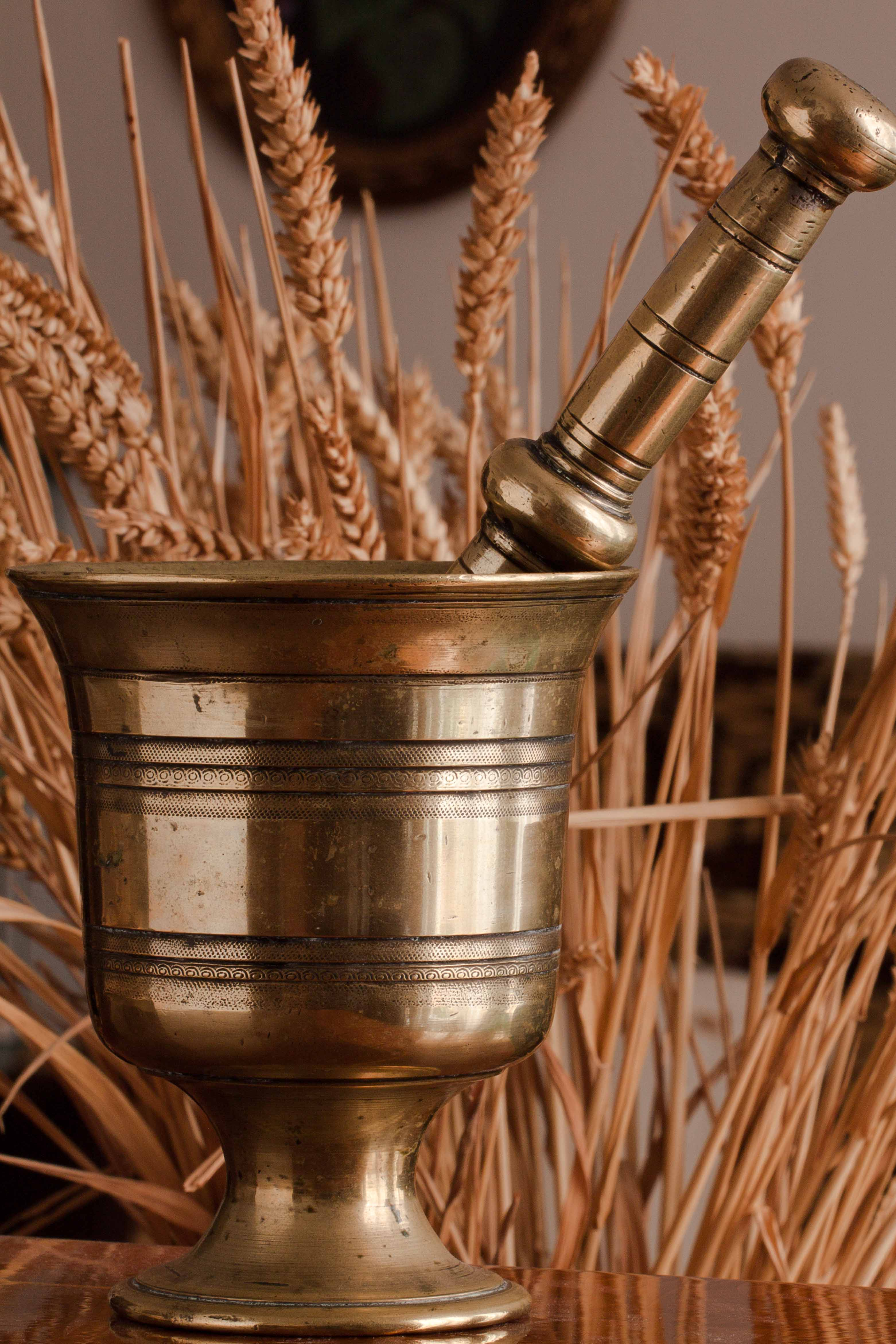
هاونگی از آلیاژ برنز،یونان
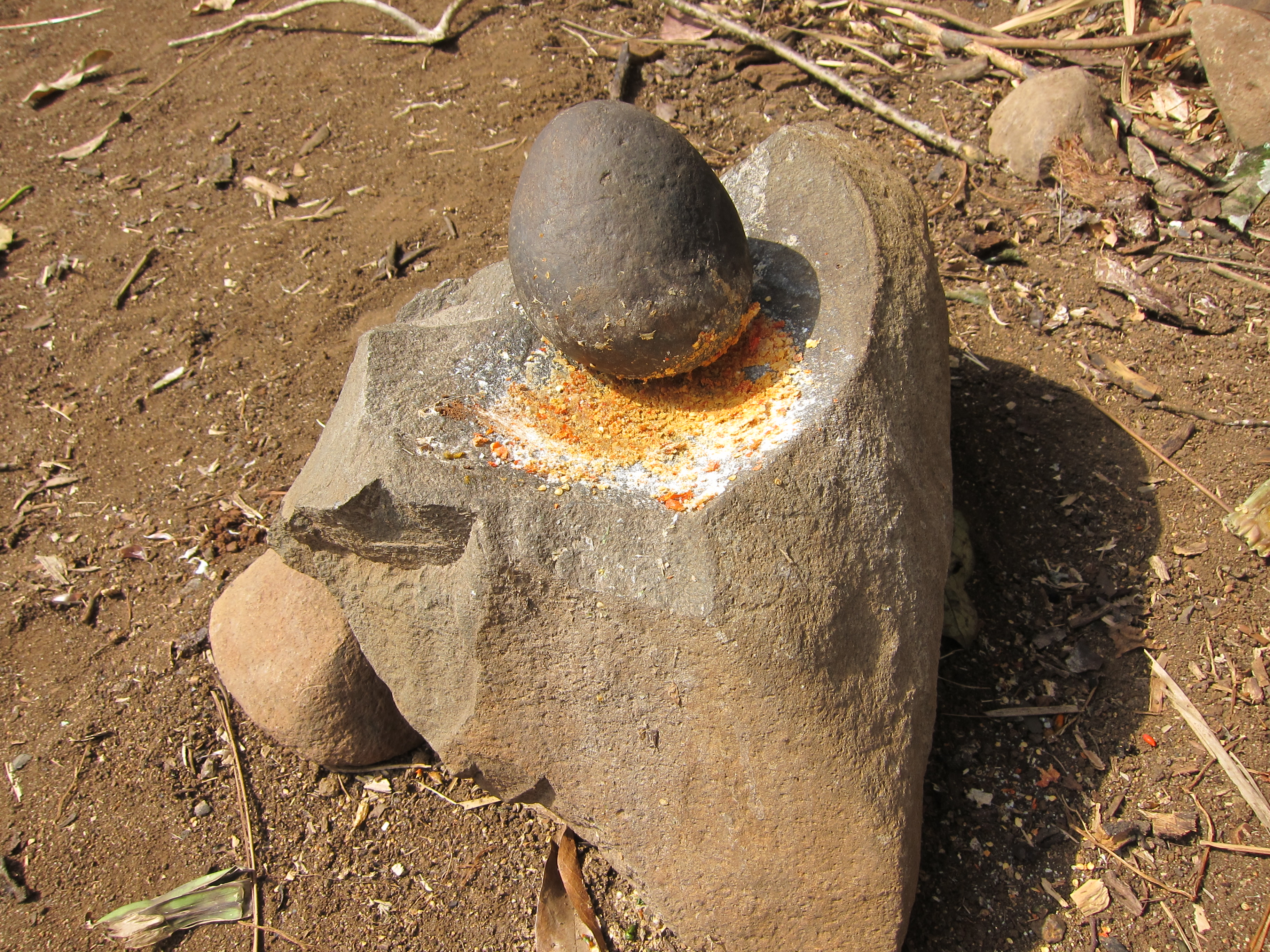
یک گونه هاونگ ابتدایی بنام «میتمیتا» مربوط به کشور اتیوپی.